# Чан Гын Сок
Чан Гын Сок (кор. 장근석) — южнокорейский актёр, певец, модель и режиссёр. Наиболее известен как звезда Халлю, благодаря роли Хван Тхе Гёна в корейской дораме «A.N.Jell: You’re beautiful» и роли Кан Инхо в фильме «Ты — мой питомец».

## Биография
Родился 26 сентября (4 числа 8-го лунного месяца) 1987 года в уезде Танян провинции Чхунчхон-Пукто. Единственный ребёнок в семье. В модельный бизнес он попал  в 5 лет (6 по корейскому исчислению возраста). В то время родители мальчика продавали дом, и покупатель, оказавшийся работником модельного агентства, увидел в мальчике потенциал. Проработав несколько лет моделью, Чан Гын Сок в возрасте 10-ти лет становится ребёнком-актёром.
В средней школе, заинтересовавшись японской поп-музыкой в исполнении Кэна Хираи и группы L’Arc-en-Ciel, Чан Гын Сок самостоятельно взялся учить японский язык, а после переезда в Новую Зеландию начал изучение английского языка, что в дальнейшем помогло актёру получить роли в японском фильме «One Missed Call: Final» (2006 г.) и фильме совместного американо-корейского производства «The Case of Itaewon Homicide» (2009 г.). Во втором фильме актёру пришлось произносить все реплики на английском языке, с чем он, по мнению западных критиков, хорошо справился.
В 2009 году актёр обретает независимость и создаёт свою собственную продюсерскую компанию Tree J под управлением его семьи. Официальная дата открытия 12.06.2009 года. С 2012 года актёр в связи с возросшей популярностью в Китае начал изучение севернокитайского языка. Несмотря на большую занятость на гастролях и выступлениях, Гын Сок получил хорошее образование: начальная школа Seoul DongEuii, средняя школа Кwangjang, новозеландский колледж имени Нельсона, высшая школа Bangsan, университет Hanyang University. Последний он закончил в феврале 2014 года (20 февраля состоялась церемония вручения дипломов), получив степень бакалавра. В сентябре того же года Чан Гын Сок продолжил своё обучение в университете Hanyang, теперь уже в магистратуре.
В 2012 году отметил юбилей — 20 лет в кино и на сцене.
20 октября 2015 года Чан Гын Сок был назначен Почётным (Специальным) Профессором филантропии Ханянского университета и чуть позже, в этом же году провёл для студентов лекцию по филантропии. В 2017 году он отметил уже 25-е своей деятельности на сцене и в кино. Сейчас он один из ведущих звёзд Халлю (Корейская Волна), актёр, чей фандом включает в себя поклонников Кореи, Японии, Китая, Тайваня, Таиланда, Малайзии, Индии, России, Украины, Казахстана, стран Европы, Латинской и Северной Америки, активно поддерживающих своего кумира и по его примеру участвующих в благотворительных акциях. Количество его подписчиков в социальных сетях насчитывает: Twitter - 726 тыс., Instagram - 484 тыс., Weibo - 17 750 264 человек.
В июле 2018 года Чан Гын Сок приостановил свою деятельность почти на 2 года в связи с военной службой, которую благополучно завершил в мае 2020 года.

### Карьера в кино и на телевидении
Дебютная роль Чан Гын Сока относится к 1997 году. Его пригласили играть в драме «Happiness for sales» («Счастье на продажу») канала HBS. Затем последовало несколько эпизодических ролей. В 2004 году выходит молодёжный сериал «Nonstop 4» («Без остановок», роль — Гын Сок, MBC), ставший хитом. Для участия в нём Чан Гын Сок прерывает свою учёбу за границей и принимает решение вернуться в Южную Корею. Его игра была оценена по достоинству профессионалами, и в дальнейшем последовали более серьёзные роли. 2005 год ознаменовался участием в дораме «Влюблённые в Праге» (телеканал SBS), где юный актёр сыграл роль сына президента.
2006 год. Чан Гын Сок участвует сразу в трёх крупных кинопроектах. «One Missed Call: Final» («Один пропущенный звонок: Финал» — роль глухонемого юноши, для которой актёр специально выучил язык жестов). Благодаря этому фильму Чан Гын Сок становится известным за пределами Южной Кореи. Второй кинопроект — историческая драма «Hwang Jin-Yi» («Хван Джин И»), в которой молодой актёр исполнил роль Ким Ён Хо — первой любви главной героини. Благодаря этой роли его приняли уже как взрослого актёра. И, наконец, третий, комедийно-фантастический сериал «Alien sam» («Учитель-пришелец» — роль рептильного принца Александра).
2007 год. Две роли в полнометражных фильмах: «The happy life» («Счастливая жизнь») и «The longest 24 months» («Долгих 24 месяца»). Роль в первом позволила Чан Гын Соку продемонстрировать не только свои актёрские навыки, но и раскрыла его потенциал как певца. С этого времени Гын Сок начинает задумываться и о карьере эстрадного артиста.
В 2008 году актёр задействован сразу в двух кинопроектах связанных с музыкой: фильме «Доремифасольлясидо» и дораме, посвящённой классической музыке, «Beethoven virus» («Вирус Бетховена», MBC). Помимо того, Чан Гын Сок успевает сыграть незадачливого школьника-старшеклассника в комедии «Baby and I» («Малыш и я») и роль Ли Чан Хви, опального принца времён династии Чосон, в приключенческой дораме с исторической подоплёкой «Хон Гиль Дон» (KBS2).
Следующая роль в 2009 году показывает Чан Гын Сока как разнопланового актёра: он сыграл американского солдата, подозреваемого в убийстве. В основу сценария фильма «The Case of Itaewon Homicide» («Убийство в Итхэвоне») были положены реальные события. Выход фильма на экраны вызвал широкий резонанс в стране в своё время, спровоцировав возобновление расследования по преступлению, положенному в основу фильма.
2009 год принёс актёру известность не только по всей Азии, но и за её пределами. В конце лета на экраны выходит музыкальная дорама «A.N.Jell: You’re beautiful» («Ангел: Ты прекрасен», SBS), в которой актёр сыграл лидера вымышленной молодёжной поп-группы, в очередной раз выступив как актёр и певец. Кроме него в дораме снялись такие айдолы Кореи как Ли Хонг Ки, Чон Ён Хва и Пак Шин Хё.
В 2010 году Чан Гын Сок играет солиста инди-группы Кан Му Гёля в музыкальной дораме «Mary Stayed out all night» («Мэ Ри, где же ты была всю ночь?», KBS2), где он снимается вместе с Мун Гынён. Ставшей недооцененной внутри страны, дорама получила высокую популярность в Японии, и в следующем, 2011 году, Гын Сок и Мун Гынён провели четыре фан-встречи в Токио и Осаке, собрав на одной из них рекордное число зрителей в 60000 человек.
Июнь 2011 года принёс Чан Гын Соку участие в очередном проекте «Love Rain» («Дождь любви», KBS2). В этой дораме актёру, как и его партнерше по сериалу Юне, пришлось играть двойные роли (1970 и 2012 года).
В ноябре 2011 года на экраны выходит римейк японской дорамы «You Are My Pet» («Ты — мой питомец») с Чан Гын Соком в роли танцора мюзикла Ин Хо. Летом 2013 года, после долгого выбора сценария, Чан Гын Сок принимает предложение сниматься в дораме «Pretty Man» («Красавчик», KBS2) основанной на одноимённой манхве. Съёмки проходят осенью и завершаются в начале января 2014 года.
В 2016 году он снялся в дораме «Daebak / Джекпот» (канал SBS), где он сыграл роль Пэк Дэ Гиля, потерянного сына короля Сук Чона. В этой дораме Чан Гын Сок раскрылся как актёр с новой стороны, продемонстрировав свои способности и талант перевоплощения. Дорама основана как на исторических, так и на вымышленных событиях. 15 февраля 2016 года в производственном центре SBS состоялось первое прочтение сценария драмы «Daebak» («Джекпот», «Королевский игрок», «Королевский куш»), а уже с 18 февраля начались съёмки драмы, в которой Чан Гын Сок исполнил роль Пэк Дэ Гиля, брошенного сына короля Сукчона династии Чосон и служанки. Историческая драма повествует о борьбе за трон и судьбах братьев. Это первая историческая драма актёра Чана за последние восемь лет, с момента выхода "Хон Гиль Дона (KBS 2TV) в 2008 году. Премьера драмы состоялась 28 марта 2016 года и принесла в дальнейшем Чан Гын Соку две премии на ежегодном вручении Drama Awards 2016 прошедшем 31 декабря 2016 года, где он к тому же исполнял роль одного из ведущих программы — 10 Тop Star Award и Top Excellence Award (Long Running) Male (премия за лучшую мужскую роль в полнометражной драме).
В следующем году Чан Гын Сок принимает предложение известного режиссёра Ким Ки Дука и участвует в съёмках его нового фильма «Человек, пространство, время и человек», премьера которого состоялась 17 февраля 2018 года на Берлинском кинофестивале в разделе «Панорама».
Также, актёр выступил в качестве камео (приглашённого гостя) в драме «Корейская одиссея» на канале tvN в 3-м эпизоде драмы (показ 6 января 2018 года), сыграв персонажа Gong Jak, что переводится буквально с корейского как «павлин».
В 2018 году Чан Гын Сок сыграл 2 роли — талантливого мошенника и прокурора — в телесериале «Переключи мир» (스위치-세상을 바꿔라) на канале SBS. Съёмки начались 14 февраля 2018, а премьера состоялась в марте 2018 года.

### Режиссёрская деятельность
2011 год стал дебютом Чан Гын Сока как режиссёра. Выходит его авторский фильм «Budapest Diary» («Дневник Будапешта»), в котором он сам и сыграл. Следующий его короткометражный фильм «Do you still envy such life?» («Вы до сих пор завидуете такой жизни?») был снят в рамках выпускной работы, и получил специальную награду на SSFF - Short Short Film Festival ASIA 2012 .
14 марта 2015 года в Японии состоялась премьера его нового авторского фильма «Camp» («Лагерь»). И вновь Чан Гын Сок выступил в двух ипостасях — режиссёра и актёра.
В 2016 году Чан Гын Сок вновь заявляет о себе как о кинорежиссёре. Его короткометражный фильм «The Great Legacy» («Великое наследие») приглашён на фестиваль короткометражных фантастических фильмов BIFAN. Позже этот фильм и его второй короткометражный фильм, снятый в Новой Зеландии «Daega. Начальная школа» были показаны на IFFAM.

### Музыкальная деятельность
Первые музыкальные выступления Чан Гын Сок провёл совместно с каналом SBS в еженедельном шоу Inkigayo с 25 февраля по 7 октября 2007 года.
В 2010 году актёр проводит свой первый «Asia Tour». А в мае 2011 года новый дебют, на этот раз музыкальный. В Японии выходит его первый сингл «Let Me Cry» записанный компанией Pony Canyon. На первой же неделе после выхода диск распродается в количестве 119 149 копий и занимает высшую строчку в чарте Oricon, а Чан Гын Сок становится первым неяпонцем добившимся подобного и, в январе 2012 года, выигрывает в Gold Disc Awards в номинации «Лучший молодой артист».
В 2011 году проходит первый «CriShow» тур и исполняется мечта актёра выступить со своим шоу на крупнейшей сцене Японии Tokio Dome.
В мае 2012 года в Японии выходит сольный альбом «Just Crazy», ставший первым международным альбомом с новым рекордом в чарте. Песня из этого альбома впоследствии становится остом к полнометражному анимационному фильму «Fairy Tail: Priestess of the Phoenix» («Хвост Феи: Жрица Феникса», Япония). В этом же году проходит его второй тур «CriShow2».
В начале 2013 году выходит второй альбом «Nature Boy». Гын Сок с успехом проводит в Японии Zikzin Zepp Tour, оканчивающийся в январе 2014 года. Так же в Китае проходит Zikzin Man Asia Tour Show Shanghai «Unstoppable».
25 февраля 2015 года вышел третий сольный альбом «Monochrome» . Он почти сразу же занимает третью строчку чарта Oricon. С 14 марта стартовал новый, третий, тур «CriShow3. Monochrome».
В сентябре 2015 проходит концерт «Live in Seoul» в Сеуле, в конце октября концерт в Шанхае (Китай) и в ноябре в Токио (Япония).
В 2016-2017 годах музыкальная активность Чан Гын Сока очень велика. В 2016 году это шоу «It’s Show Time» и «Jang Keun Suk Endless Summer 2016», концерты проходят в Японии и Китае. Во второй половине года выходят три новых сингла Darling Darling/Kawaita Kiss (август), Endless Summer/Going Crazy (сентябрь), I Want to Hold You/My Wish (декабрь). В следующем, 2017 году, в августе выходит новый музыкальный альбом «Voyage» и с конца августа проходят сначала Zepp Tour, а затем Cri Show IV Voyage. Последнее заканчивается в январе 2018 года.

### «Team H»
В 2011 году из студенческой группы семи молодых людей, объединившихся для проведения вечеринок и иных университетских мероприятий, выделяются Чан Гын Сок и его близкий друг Big Brother (Чанг Курт Юнг). Они организуют группу Team H. В дословном переводе «Команда H», от заглавной буквы «H» названия Ханьян (Han Yang University), университета, где учились парни. Уже в сентябре этого же года они выпускают свой первый китайский альбом «The Lounge H vol 1». В марте 2012 года выходит новый альбом «Lounge H (The First Impression)», на этот раз в Японии. Причём подчёркивается, что он отличается от предыдущего и содержит семь треков в жанрах рок и электро-музыки.
Следующий свой альбом «I Just Wanna Have Fun» группа выпускает уже в начале 2013 года. В поддержку альбома проводится ряд концертов в Южной Корее, Японии и Китае. Летом 2014 года выходят сингл «Take me» и следом за ним альбом «Driving To The Highway». Кроме того группа принимает участие в летнем фестивале MTV ZUSHI FES 14 в префектуре Канагава и «Asia Progress~from a-nation~» Япония. А в октябре проходит японский тур Team H PARTY.
В 2015 году в конце января проходит дополнительное выступление Team H в AX Korea Hall в Сеуле, а затем, в конце года тур Team H Halloween Party в Японии.
В следующем, 2016 году, в октябре Team H выпускают новый альбом «Monologue». В поддержку альбома по городам Японии в октябре-декабре проходит тур под одноимённым названием. А в начале января 2017 года Team H выступают в Гуанчжоу (Китай).
Релиз пятого студийного альбома Team H «Mature» состоялся 5 сентября 2018 года. И в тот же день занимает 1 место в LINE MUSIC ТОР 100 в режиме реального времени! А по итогам первой недели - 4-е место на Oricon Chart Music Japan и 5-е место на Billboard JAPAN Weekly Chart.

###### CHIMIRO
В 2022 году Чан Гын Сок, его музыкальный директор Чхве Чоль Хо и сессионный гитарист Ан Джи Хун организовали группу CHIMIRO, что означает "как хобби"
В апреле 2023 года они выпустили первый мини-альбом CHIMIRO VOL.1, который содержит 8 треков в стиле рок музыки 80-х, инди-рок и баллады. В том же году прошёл тур группы в поддержку альбома, начавшийся в Южной Корее и продолжившийся в восьми городах Японии. В 2024 году вышел второй альбом группы CHIMIRO VOL.2 и также ппрошёл тур в Южной Корее и Японии. Для туров дополнительно были задействованы приглашённые музыканты - бас-гитара и ударные.

### Участие в шоу
В различные годы актёр участвует в разнообразных телешоу. Из последних «Agent Jang Keun Suk» Fuji TV (Япония, 2014 г.), выходит четыре выпуска. Кроме того, он в качестве гостя принимает участие в ещё одном японском шоу «Return of Superman» («Возвращение суперпапочек»).
В начале 2015 года ожидалось новое шоу «Three Meals a Day Spin-off — Fishing Village» («Трёхразовое питание в рыбацкой деревне»), но в связи с раздутым в прессе скандалом и, как потом выяснилось, с несправедливыми обвинениями, актёр принимает решение покинуть шоу, а эпизоды с его участием вырезают.
В 2016 году с Чан Гын Соком выходят несколько шоу. С начала года триумфально проходит шоу «Produce 101» с Чан Гын Соком в качестве ведущего. В августе сначала выходят кулинарное шоу Tuesday Surprise на канале Nippon TV и «Alarm Saturday» на Fuji TV в Японии, а позже в Корее на канале tvN проходит показ 10-серийного реалити-шоу «My Ear’s Candy».
В 2017 году Чан Гын Сок принимает участие в нескольких шоу в Корее и Японии: «#72 часа Truth TV», «Konkurabe», Music Fair, «Okabero», «Drawing Quiz», MUSIS ON, DownTown Now.
В январе 2023 года Чан Гын Сок участвует в 10 серии третьего сезона шоу SNL (Korea) на OTT платформе Coupang Play в качестве ведущей приглашённой звезды.
В 2024 году актёр Чан принимает участие в шоу на выживание The Influencer (Netflix). 

### Рекламная деятельность
За все прошедшие годы Чан Гын Сок принял участие в рекламе многих брендов: Ting, EXR, Suit House, BSX, Samsung, OLE, Lawson, Zegda, Картье, TBS, Sky perfect tv, Nature Republic, Codes Combine, Maxim Café, Ferrino, Caffe Bene, Lotte Duty Free и других.
В 2013 году актёр запускает свой собственный бренд Zikzin и открывает торговый центр в Токио. На протяжении 2013—2014 годов записывает ряд выпусков собственного радио Zikzin.
С начала 2014 года актёр приглашён в качестве лица косметической фирмой Yalget в Китае. Весной 2014 года выходит в партнерстве с Пак Шин Хё рекламный видеоролик в формате минифильма в рамках сотрудничества с компанией Lotte Duty Free.

### Общественная деятельность
В 2011 году Чан Гын Сока назначают почётным представителем Сеула. Официальное назначение прошло в западном крыле правительства в 3 часа дня, 21 января. В 2012 году актёр принимает участие как представитель Южной Кореи в саммите по ядерной безопасности наряду с певицей Пак Чон Хён и актёрами Ван Сок Хён и Чин Чи Хи.
В 2014 году Чан Гын Сок участвует как почётный представитель Южной Кореи в кинофестивале «2014 Chinese-Korean Film Festival» проходившем в Пекине, затем выступает ведущим на благотворительном концерте университета Ханян «LOVE and HOPE in HARMONY», а в декабре представляет Корею в Пусане на проходившем там саммите АСЕАН (Ассоциация государств Юго-Восточной Азии).
В ноябре 2016 года Чан Гын Сока назначают послом по связям с общественностью огромной медиа-арт выставки «Ван Гог изнутри: фестиваль света и музыки» и 11 ноября он участвует в пресс-конференции уже в новом качестве. А 14 ноября Чан Гын Сок принимает участие уже в пресс-конференции в Tower Convention & Entertainment Center (Makao) в качестве посла на предстоящем кинофестивале.
8 декабря 2017 года происходит назначение Чан Гын Сока Почётным Послом зимних Олимпийских и Паралимпийских игр 2018 году в Пхёнчхане. 31 января 2018 года имя Чан Гын Сока было внесено в официальный список почётных послов Олимпиады. В качестве посла Чан Гын Сок 29 января 2018 года принял участие в эстафете огня в качестве факелоносца. Кроме того, он принял участие в ряде рекламных мероприятий по продвижению и популяризации предстоящей олимпиады, а так же купил 2018 билетов для своих фанатов, пригласив их на совместный просмотр паралимпийских соревнований по хоккею, матч Корея-Япония.
Помимо всей этой деятельности, Чан Гын Сок активно участвует в благотворительности, постоянно жертвуя в фонды помощи малообеспеченным детям, оказывает целевую финансовую поддержку людям больным раком и детям с нарушениями слуха. Примеру актёра следует и его фандом. С 2012 года в августе проводится благотворительная выставка, которую организует официальный корейский фан-клуб актёра CriJ и в которой принимают участие со своими работами поклонники Чан Гын Сока со всего мира. Весь доход от этих выставок идёт на благотворительность от имени актёра.

## Фильмография

### Дорамы
| Год  |   | Русское название                   | Оригинальное название            | Роль                     |
| ---- | - | ---------------------------------- | -------------------------------- | ------------------------ |
| 2023 | с | Приманка (Coupang Play)            | 미끼                             | Ку До Хан                |
| 2018 | с | Переключи мир (SBS)                | 스위치 - 세상을 바꿔라           | Са До Чхан / Пэк Чжун Су |
| 2017 | с | Корейская одиссея (tvN)            | 화유기                           | павлин (камео)           |
| 2016 | с | Джекпот (SBS)                      | 대박                             | Пэк Де Гиль              |
| 2013 | с | Красавчик (KBS2)                   | 예쁜남자                         | Докго Ма Тэ              |
| 2012 | с | Дождь любви (KBS2)                 | 사랑비                           | Со Ин Ха/ Со Джун        |
| 2011 | с | Ты прекрасен! (японская версия)    | 美男ですね                       | камео в 8 серии          |
| 2010 | с | Мэри, где ты была всю ночь? (KBS2) | 매리는 외박중                    | Кан Мугёль               |
| 2009 | с | Ты прекрасен (SBS)                 | 미남이시네요                     | Хван Тхэгён              |
| 2008 | с | Вирус Бетховена (MBC)              | 베토벤 바이러스                  | Кан Гон У                |
| 2008 | с | Хон Гильдон (KBS2)                 | 쾌도 홍길동                      | Ли Чанхи                 |
| 2006 | с | Хван Джин И (KBS2)                 | 황진이                           | Ким Ынхо                 |
| 2006 | с | Учитель-пришелец                   | 에일리언샘                       | Бон Сам / Александр      |
| 2005 | с | Влюблённые в Праге (SBS)           | 프라하의 연인                    |                          |
| 2003 | с | Без остановки 4 (MBC)              | 논스톱                           |                          |
| 2002 | с | Великая мечта (SBS)                | 대망                             |                          |
| 2002 | с | Школа (KBS1)                       | 학교3                            | в третьем сезоне         |
| 2002 | с | Апельсин                           | 오렌지                           |                          |
| 2002 | с | Женщины дворца (SBS)               | 여인천하                         |                          |
| 2001 | с | История четырёх сестёр             | 네 자매 이야기                   |                          |
| 1998 | с |                                    | 포옹 (SBS)                       |                          |
| 1997 | с | Счастье на продажу                 | Оригинальное название неизвестно |                          |

### Фильмы
| Год  |     | Русское название             | Оригинальное название            | Роль                                               |
| ---- | --- | ---------------------------- | -------------------------------- | -------------------------------------------------- |
| 2018 | ф   | Время людей                  | 인간의 시간                      | Адам                                               |
| 2015 | кор | Лагерь                       | Оригинальное название неизвестно | главная роль                                       |
| 2012 | ф   | Я — Чан Гын Сок              | Оригинальное название неизвестно |                                                    |
| 2011 | кор | Будапештский дневник         | Оригинальное название неизвестно |                                                    |
| 2011 | ф   | Ты — мой питомец             | 너는 펫                          | Кан Инхо                                           |
| 2009 | ф   | Убийство в Итхэвоне          | 이태원 살인사건                  | Роберт Дж. Пирсон                                  |
| 2008 | мф  | Нико: путь к звёздам         | Lentäjän poika                   | олень (озвучка в корейской версии)                 |
| 2008 | ф   | Малыш и я                    | 아기와 나                        | Хан Чжунсу                                         |
| 2008 | ф   | Do Re Mi Fa So La Si Do      | 도레미파솔라시도                 | Син Ынкю                                           |
| 2008 | ф   | Сумасшествие ожидания        | 장례식의 멤버                    | Пак Вончже                                         |
| 2007 | ф   | Счастливая жизнь             | 즐거운 인생                      | Хён Джун                                           |
| 2006 | ф   | Последний пропущенный звонок | 着信アリFinal                    | Ан Чжину / 안진우                                  |
| 2003 | ф   | Музей сов                    | Оригинальное название неизвестно |                                                    |
| 2002 | кор | Счастливая десятка[уточнить] | Оригинальное название неизвестно |                                                    |
| 2002 | мф  | Планета сокровищ             | Treasure Planet                  | Джеймс Плеядус Хокинс (озвучка в корейской версии) |

## Дискография
- 2024 — CHIMIRO — VOL.2
- 2024 — Jang Keun Suk — Day dream
- 2023 — Jang Keun Suk — Shock(Single)
- 2023 — CHIMIRO — VOL.1
- 2022 — Jang Keun Suk — Beautiful(Single)
- 2022 — Jang Keun Suk — Blooming
- 2021 — Jang Keun Suk - Day by day/Amagoi/Emotion Single
- 2018 — Team H — Mature
- 2017 — Jang Keun Suk — Voyage
- 2016 — Jang Keun Suk — I Want to Hold You/My Wish(Single)
- 2016 — Team H — Monologue
- 2016 — Jang Keun Suk — Endless Summer/Going Crazy(Single)
- 2016 — Jang Keun Suk — Darling Darling/Kawaita Kiss(Single)
- 2015 — Jang Keun Suk — Monochrome
- 2014 — Team H — Driving to the Highway
- 2014 — Team H — Take me
- 2013 — Jang Keun Suk — Nature Boy
- 2013 — Team H — I Just Wanna Have Fun
- 2012 — Jang Keun Suk — Just Crazy
- 2012 — Lounge H (The First Impression)
- 2011 — Team H — The Lounge H Vol.1
- 2011 — Jang Keun Suk — Let Me Cry(Single)

## Награды
- 2016 SBS Drama Awards : Top Excellence Award, Actor in a Serial Drama (лучший актёр в телесериале) — за роль Пэк Дэгиля в сериале «Джекпот»
- 2016 SBS Drama Awards : Top 10 Star Award
- 2012 26th Japan Gold Disc Awards: Best 3 New Artists (with 2PM and B2ST)
- 2012 Short Shorts Film Festivai & Asia Special
- 2012 Bright social club serving world peace celebrity destination Avenues
- 2012 10th IFPI Hong Kong Record Sales Awards: Best Selling Album (Лучше всего продаваемый альбом) — The Lounge H Vol. 1 (with Big Brother)
- 2012 10th IFPI Hong Kong Record Sales Awards: Best Korean Album (Лучший корейский альбом) — The Lounge H Vol. 1 (with Big Brother)
- 2012 48th SBS Annual Baeksang Arts Awards: Male Popularity Award — за роль в фильме «Ты — мой питомец»
- 2011 Korean Popular Culture and Arts Award: Cultural Minister of Finance Award
- 2011 19th Korean Cultural Entertainment Award: Hallyu Grand Award (большая премия халлю)
- 2011 Yahoo! Asia Buzz Awards: Taiwan Top Searched Single Korean Artist
- 2011 China Music Award & Asian Influential Awards: 15ª edición «Artista coreano más influyente»
- 2010 Yahoo! Asia Buzz Awards: Top Buzz Male Korea Star Award
- 2010 KBS Drama Awards: International Netizen’s Popularity Award (премия за популярность среди пользователей интернета) — за сериал «Мэри, где ты была всю ночь?»
- 2010 46th SBS Annual Baeksang Arts Awards: Male Popularity Award — за фильм «Убийство в Итхэвоне»
- 2010 KBS Drama Awards: «Лучшая экранная пара» с актрисой Мун Гынъён в сериале «Мэри, где ты была всю ночь?»
- 2010 Yahoo! Asia Buzz Awards: Top Buzz Premio Estrella Masculina Corea Top Buzz Premio Estrella Maculina Asia
- 2009 SBS Drama Awards: Top Ten Star Award (премия «Топ-10 звёзд») — за сериал «Ты прекрасен»
- 2009 SBS Drama Awards: Netizen Highest Popularity Award (за сериал «Ты прекрасен»)
- 2008 KBS Drama Awards: премия «Самый популярный актёр» — за сериал «Хон Гильдон»
- 2008 MBC Drama Awards: Newcomer Award (Премия новичку) — за сериал «Вирус Бетховена»
- 2008 44th SBS Annual Baeksang Arts Awards: «Лучший новый актёр» за роль в фильме «Счастливая жизнь»
- 2007 MNet Top 100 Must Have Males: # 3
- 2006 MNet TOP 100 Charming Guys Who are Single
- 2006 MNet Top 100 Adorable Males: # 29
- 2006 KBS Performance Awards: «Лучшая экранная пара» с актрисой Ха Дживон в сериале «Хван Джин И»